# 롤러보이즈
《롤러보이즈》(Prayer of the Rollerboys)는 미국에서 제작된 릭 킹 감독의 1990년 액션, 드라마, SF 인디 영화이다. 코리 헤임 등이 주연으로 출연하였고 로버트 미켈슨 등이 제작에 참여하였다. 한국에서는 주식회사 세종영상에서 비디오테이프로 1992년 4월 14일 수입하였다.

## 출연

### 주연
- 코리 헤임
- 패트리샤 아퀘트

### 조연
- 크리스토퍼 콜레
- 줄리어스 해리스
- 데빈 클락
- 마크 펠레그리노
- 모건 웨이저
- 제이크 덴젤
- G. 스모키 캠벨
- 존 P. 코놀리
- J.C. 퀸
- 팀 이스터
- 아론 아이젠버그
- 조엘 보트
- 더그 보이스
- 채드 브루차트
- 마이크 콜라벨라
- 크리스 에드워즈
- 크리스 C. 밋첼
- 팻 파넬
- 케이시 파이레티
- 로렌 레스터

## 기타
- 미술: 토머스 A. 월쉬
- 세트: 나탈리 포프
- 의상: 메릴린 머레이-월시